# Dimitrie Cantemir (Vaslui)
Pour les articles homonymes, voir Dimitrie Cantemir et Dimitrie Cantemir (film).
Dimitrie Cantemir est une commune du județ de Vaslui en Roumanie.